# GMC

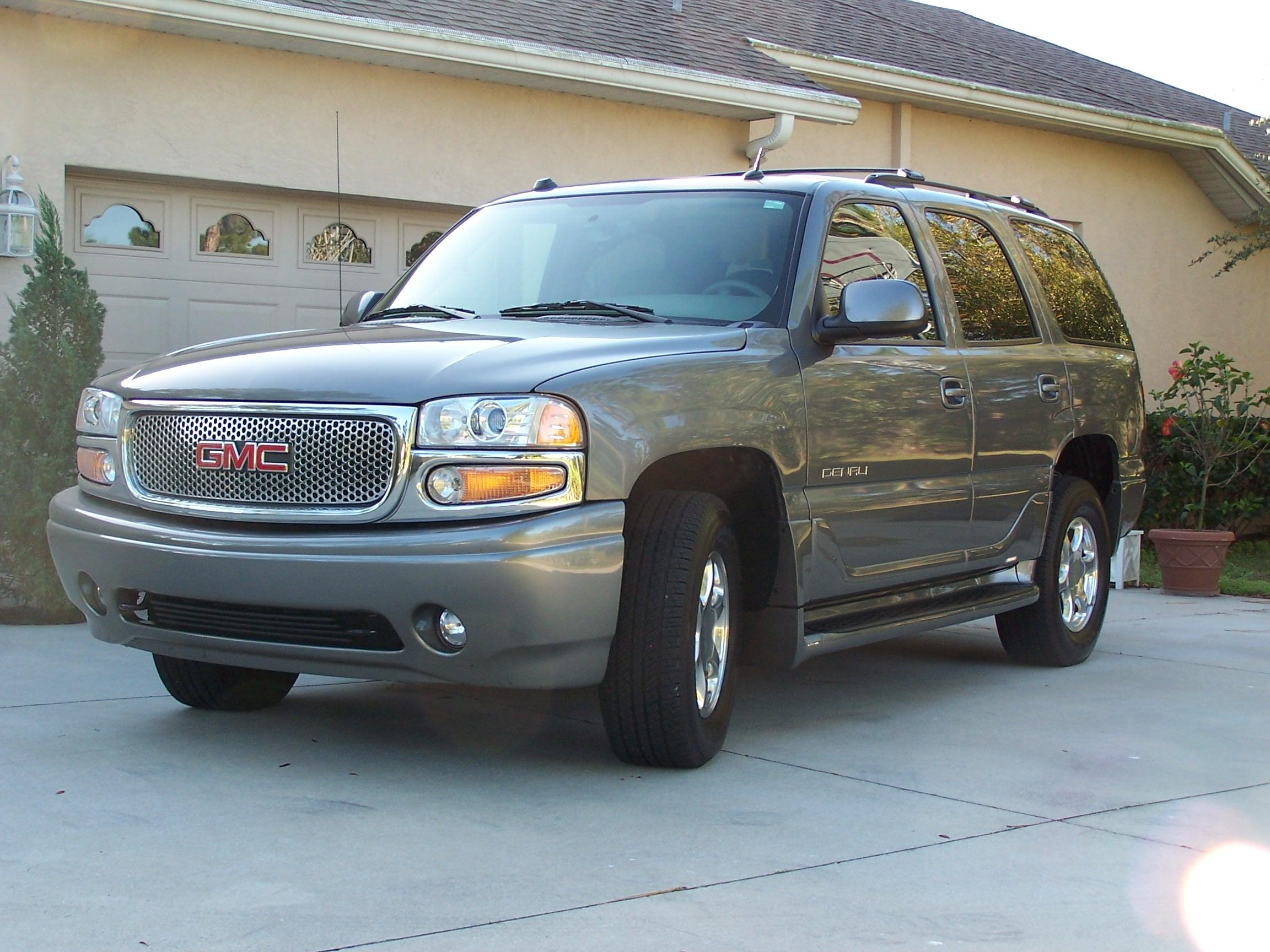
GMC Yukon

GMC je divizí General Motors, která pod značkou GMC vyrábí SUV, dodávky a nákladní automobily. K září 2020 se automobily GMC prodávaly v USA, Kanadě, Mexiku a většině blízkovýchodních arabských států.
Byla založena pod názvem "Rapid Motor Vehicle Company" Maxem Grabowskym v roce 1901.
Aktuální modely:
- Terrain
- Acadia
- Yukon
- Canyon
- Sierra
- Savana